# Joho (Pamotan)
Joho is een bestuurslaag in het regentschap Rembang van de provincie Midden-Java, Indonesië. Joho telt 1153 inwoners (volkstelling 2010).